# 船橋市立峰台小学校
船橋市立峰台小学校（ふなばししりつ みねだいしょうがっこう）は、千葉県船橋市宮本六丁目にある公立小学校。一門と二門は坂上にあり登校の際には非常に大変である。峰台小学校の前建造物は慈雲寺である。

## 沿革
- 1955年9月1日 - 船橋市立宮本小学校から1学年から5学年まで学級数18、児童数787名で独立。
- 1956年 - 校歌制定。
- 1957年 - 校章、校旗制定。
- 1969年 - 特殊学級設置。
- 1971年 - 水泳優秀校として日本水泳連盟より表彰される。
- 1975年 - 船橋市立飯山満南小学校設置に伴い校区の一部が分離。
- 1985年 - 船橋市立市場小学校設置に伴い校区の一部が分離、582名の生徒が移る。

## 交通
- 最寄駅は東船橋駅

### 近隣の施設
- 船橋大神宮
- 千葉県立船橋高等学校
- 船橋市立宮本中学校
- 船橋市立宮本小学校
- 船橋市立船橋高等学校
- 峰台古墳